# 寺内町

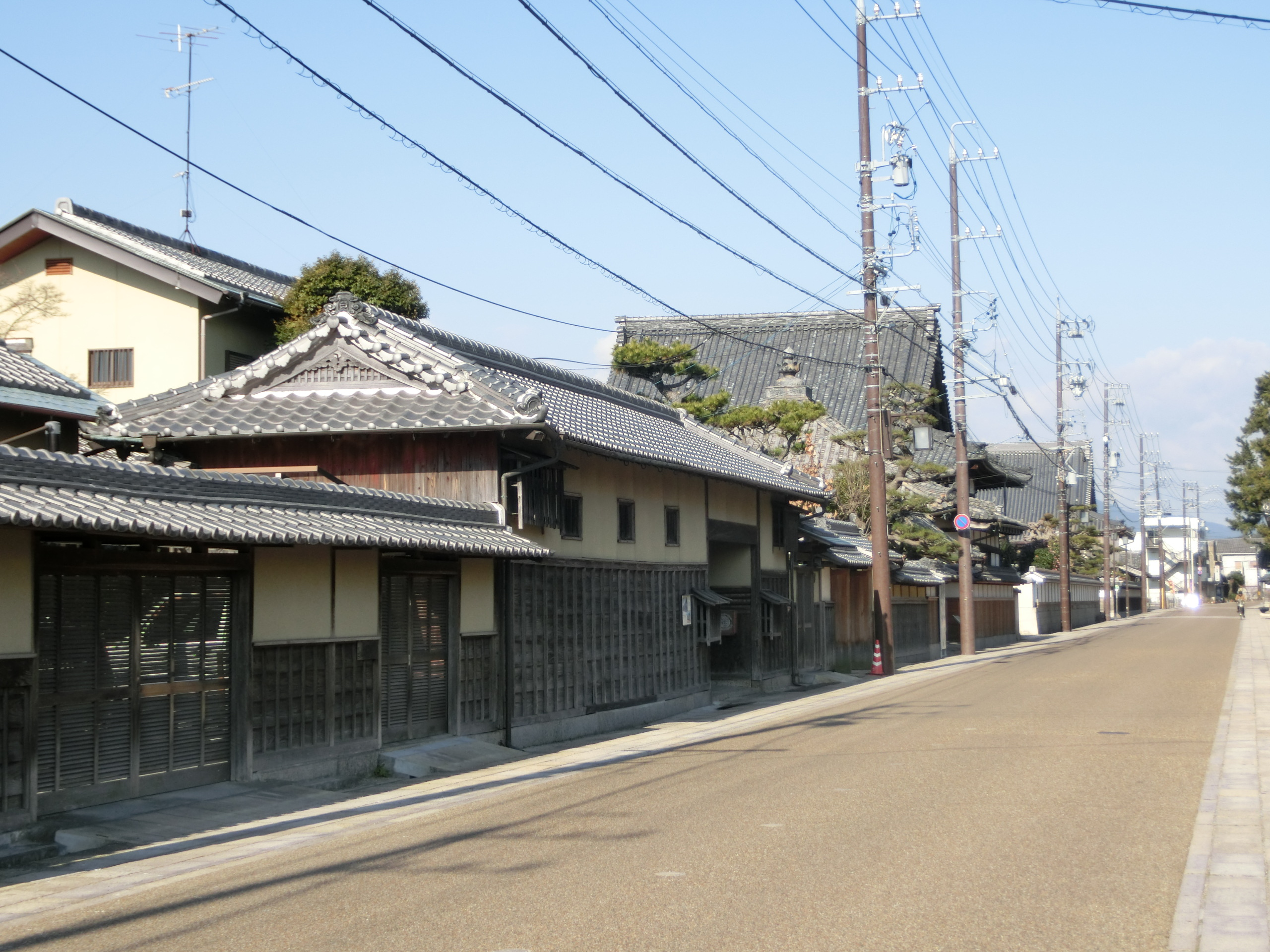
浄土真宗高田派の本山専修寺を中心に形成された一身田寺内町

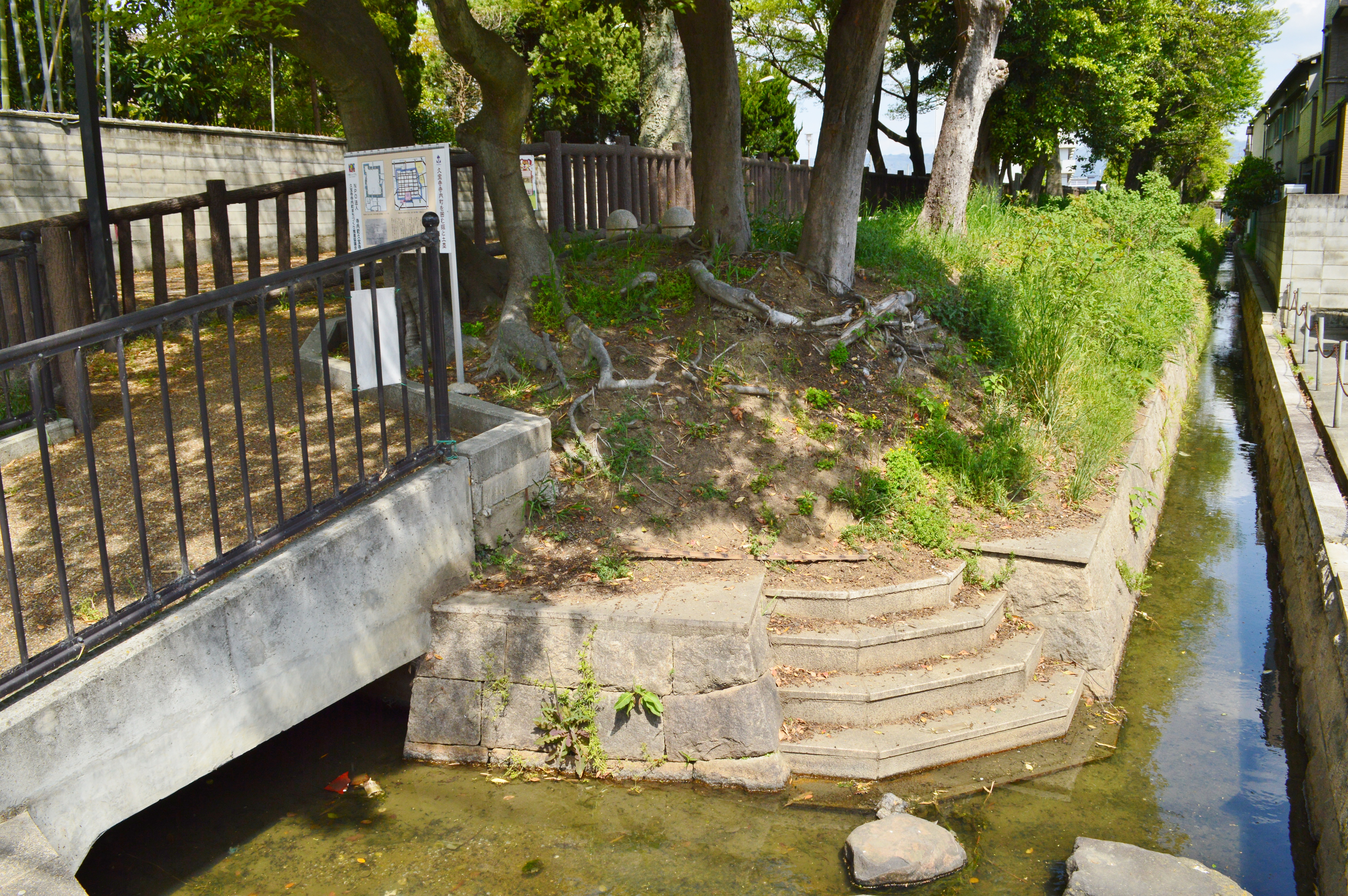
寺内町を区画した環濠
（大阪府八尾市の久宝寺寺内町）

寺内町（じないちょう、じないまち）とは、中世後期から近世前期の日本において、浄土真宗により建設された仏教寺院・道場（御坊）を中心に形成された自治集落のことである。濠や土塁で囲まれるなど防御的性格を持ち、信者、商工業者などが集住した。
寺内町の呼称は町の全域が寺院の境内とみなされたことから生じたもので、参詣者相手の商業地として寺院の境外に形成された門前町とは異なる。
寺内町は歴史の中で衰退・消滅していった都市・町も存在するが、現代まで存続した町では重要伝統的建造物群保存地区制度を活用した富田林、今井の他、各寺内町でその歴史的景観を生かした街作りが行われている。

## 概要
寺内町とは中世後期から近世前期に浄土真宗の他、禅宗・法華宗・日蓮宗などの各宗派により建設された都市である。寺内町の多くは環濠で囲われ寺院等の宗教施設、坊主など宗教関係者の居住域、信仰者たちの町屋敷などで構成されている。特に吉崎御坊、山科本願寺、大坂本願寺は支配拠点として戦国期城下町との類似性を見せ、山科本願寺は日本初の城塞都市と評価されている。また大坂本願寺には「大やくら」が建造されるなど、同時代においてその防御性は特筆すべきものであった。
各寺内町の成立は概ね中世後期の戦国期に集中するが、豊臣秀吉の寄進により天正13年（1585年）に成立した摂津国・天満や、徳川家康の寄進により慶長12年（1607年）成立の河内国・八尾のように近世前期に誕生した寺内町も存在する。建設範囲は畿内先進地域を中心に、九州・筑前国の博多や北陸地方など日本列島の広域に及んでいる。
寺内町の多くは領主より検断権を獲得し、住民による自治が行われていた。また領主から座特権の公認や公事、徳政、国質・所質などの免除を獲得し、住民の年貢負担も低く抑えられていた。
寺内町は宗教、経済、政治の統合が成された中世都市の最も高度な達成形態の一つとされ、宗教史・民衆史・都市史など多方面からの研究が行われている。

## 寺内町一覧
本願寺勢力や一向一揆勢力の強かった中部地方や近畿地方に多い。

### 中部地方

#### 富山県
- 伏木（富山県高岡市） - 勝興寺
- 井波（富山県南砺市） - 瑞泉寺(越中一向一揆の中心寺院)
- 城端（富山県南砺市） - 善徳寺 (南砺市)

#### 石川県
- 金沢（石川県金沢市） - 金沢御坊(加賀一向一揆の中心寺院)

#### 福井県
- 吉崎（福井県あわら市） - 吉崎御坊

#### 愛知県

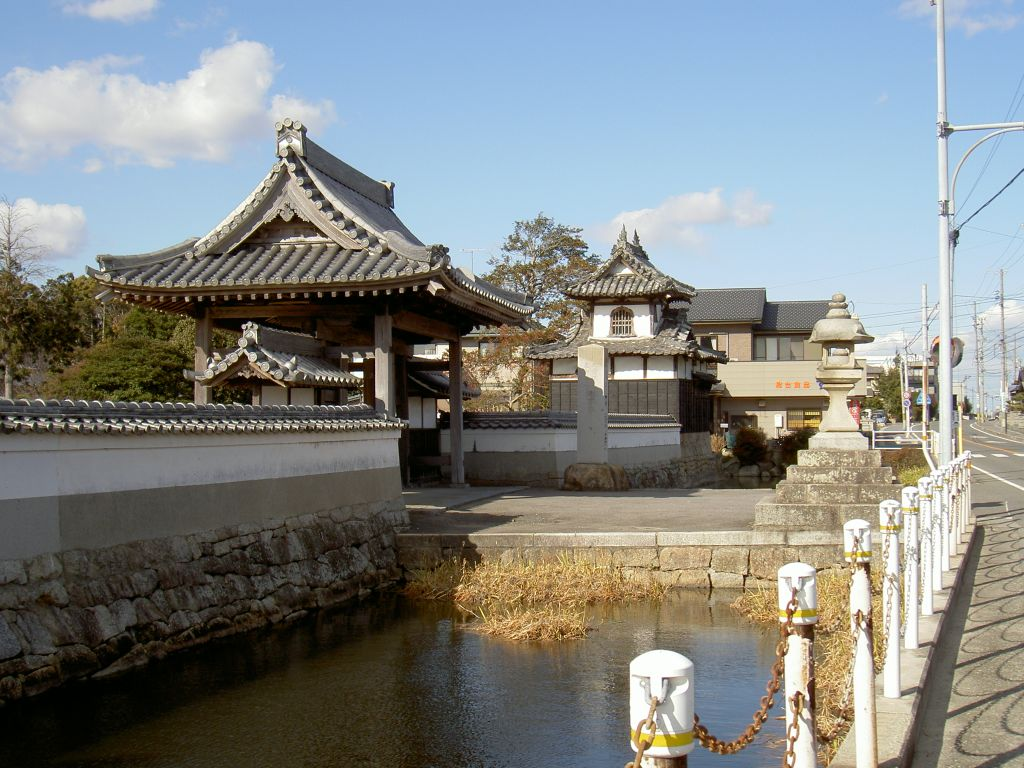
本證寺（野寺本坊）

- 野寺（愛知県安城市野寺町）- 本證寺（野寺本坊）。三河一向一揆の中枢寺院。
- 土呂（愛知県岡崎市福岡町）- 旧本宗寺（土呂御坊）。三河一向一揆の中心寺院。
- 佐々木（愛知県岡崎市上佐々木町）- 旧上宮寺（佐々木御坊）。三河一向一揆の中核寺院。
- 針崎（愛知県岡崎市針崎町）- 勝鬘寺（針崎御坊）。三河一向一揆の中核寺院。

### 近畿地方

#### 三重県
- 河内（三重県桑名市長島町）- 願証寺。長島一向一揆の中心寺院。
- 一身田（三重県津市） - 専修寺（真宗高田派の寺内町）

#### 滋賀県
- 金森（滋賀県守山市） - 善立寺、金森御坊
- 赤野井（滋賀県守山市） - 赤野井東別院、赤野井西別院

#### 京都府
- 山科（京都府京都市山科区） - 山科本願寺

#### 大阪府

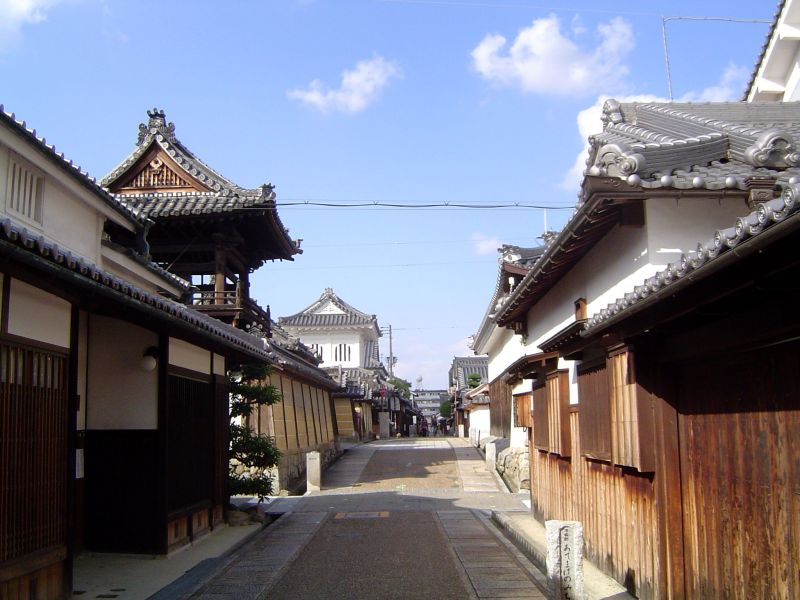
富田林寺内町

- 大阪（大阪府大阪市中央区） - 石山本願寺(石山合戦の中心寺院)
- 天満（大阪府大阪市北区） - 天満本願寺
- 金田（大阪府堺市北区） - 光念寺、佛源寺、長光寺、西光寺（真宗仏光寺派の寺内町）
- 富田（大阪府高槻市） - 教行寺
- 貝塚（大阪府貝塚市） - 願泉寺
- 枚方（大阪府枚方市） - 順興寺
- 招提（大阪府枚方市） - 敬応寺
- 出口（大阪府枚方市） - 光善寺
- 久宝寺（大阪府八尾市） - 顕証寺、久宝寺御坊
- 八尾（大阪府八尾市） - 大信寺、八尾御坊
- 萱振（大阪府八尾市） - 恵光寺、萱振御坊
- 富田林（大阪府富田林市） - 興正寺富田林別院(富田林御坊、真宗興正派の寺内町)（重要伝統的建造物群保存地区）
- 大ケ塚（大阪府南河内郡河南町） - 顕証寺、大ケ塚御坊

#### 兵庫県
- 尼崎（兵庫県尼崎市） - 本興寺と長遠寺（それぞれ法華宗本門流と日蓮宗の寺内町）
- 塚口（兵庫県尼崎市） - 興正寺塚口別院（正玄寺）
- 小浜（兵庫県宝塚市） - 毫摂寺

#### 奈良県

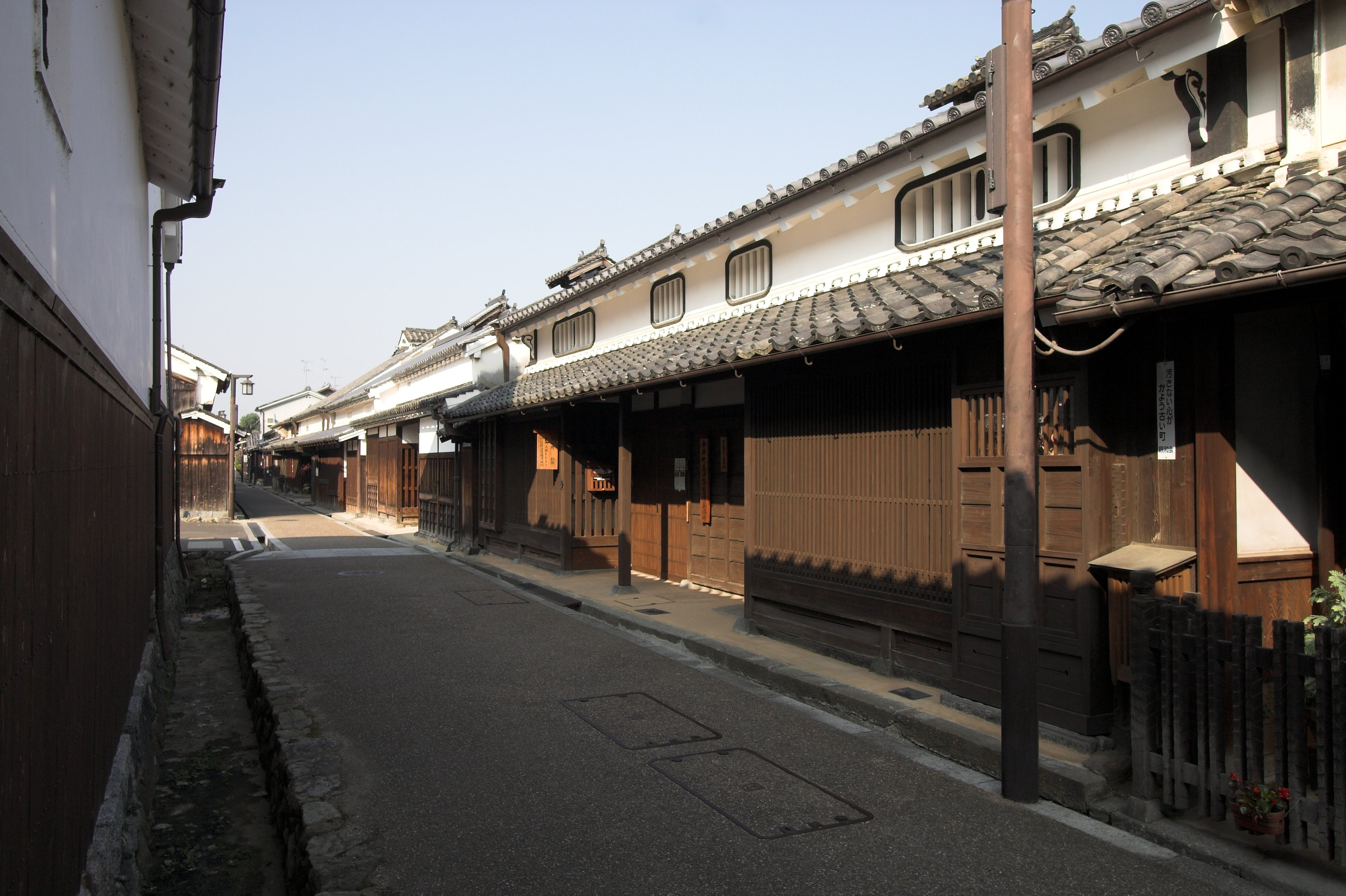
今井寺内町

- 今井（奈良県橿原市） - 称念寺、今井御坊（重要伝統的建造物群保存地区）
- 高田（奈良県大和高田市） - 専立寺、高田御坊
- 田原本（奈良県磯城郡田原本町） - 浄照寺、田原本御坊
- 箸尾（奈良県北葛城郡広陵町） - 教行寺、箸尾御坊
- 東御所（奈良県御所市） - 圓照寺、御所御坊
- 下市（奈良県吉野郡下市町） - 願行寺、下市御坊
- 飯貝（奈良県吉野郡吉野町） - 本善寺、飯貝御坊

#### 和歌山県
- 御坊（和歌山県御坊市） - 本願寺日高別院